# Opel Meriva
De Opel Meriva (VK: Vauxhall Meriva, Mexico en Argentinië: Chevrolet Meriva) is een kleine MPV.
De Meriva wordt gebouwd in Zaragoza, Spanje waar ook de Opel Combo gemaakt wordt. De Meriva is beschikbaar met benzine- LPG (bifuel) en turbodieselmotoren van 1.3 L tot 1.8 L, met een vermogen van 55 kW tot 132 kW. 

In 2017 werd de Meriva opgevolgd door de Opel Crossland X. 

## Meriva A (2003-2010)
De eerste generatie Meriva werd voor het eerst getoond in 2002, waarna in 2003 de verkoop startte. Technisch is de Meriva A gebaseerd op de Opel Corsa C. Zo deelt hij hetzelfde platform.
Deze wagen is uitgerust met het Flex5-systeem: de vijf zitplaatsen (in twee rijen) kunnen vooruitgeschoven of in de vloer gedrukt worden, zodat één groot laadoppervlak ontstaat. De middelste plaats op de achterbank kan worden weggeklapt, zonder de stoel eruit te hoeven halen, en de twee buitenste stoelen kunnen dan naar elkaar toe geschoven worden, voor meer plaats op schouder- en ellebooghoogte.
In 2006 kreeg de Meriva een subtiele opfrisbeurt. De achterlichtunits werden behouden, maar kregen een donkere tint. Onderaan de achterklep werd een verchroomd biesje aangebracht. Ook de neus werd bescheiden gefacelift: een iets ander radiatorrooster en een nieuwe plek voor de mistlampen.

### Motoren
| Benzine-en bi-fuel (LPG) motoren | Benzine-en bi-fuel (LPG) motoren | Benzine-en bi-fuel (LPG) motoren | Benzine-en bi-fuel (LPG) motoren | Benzine-en bi-fuel (LPG) motoren | Benzine-en bi-fuel (LPG) motoren | Benzine-en bi-fuel (LPG) motoren      |
| Naam                             | code                             | cilinderinhoud                   | vermogen                         | koppel                           | jaartal                          | opmerkingen                           |
| -------------------------------- | -------------------------------- | -------------------------------- | -------------------------------- | -------------------------------- | -------------------------------- | ------------------------------------- |
| 1.0 LPG ecoFLEX bi-fuel          | A10XEL                           | 1364 cm³                         | 64 kW (87 pk)                    |                                  | 2009-2010                        |                                       |
| 1.4 Twinport ecoFlex             | Z14XEP                           | 1364 cm³                         | 66 kW (90 pk)                    |                                  | 2004-2010                        |                                       |
| 1.6                              | Z16SE                            | 1598 cm³                         | 64 kW (87 pk)                    |                                  | 2003−2004                        | Vervangen door 1.4 Twinport           |
| 1.6 ecotec                       | Z16XE                            | 1598 cm³                         | 74 kW (101 pk)                   |                                  | 2003−2005                        | Vervangen door 1.6 Twinport           |
| 1.6 Twinport ecotec              | Z16XEP                           | 1598 cm³                         | 77 kW (105 pk)                   |                                  | 2005-2010                        |                                       |
| 1.6 Turbo ecotec                 | Z16LET                           | 1598 cm³                         | 132 kW (180 pk)                  |                                  | 2006-2010                        | Alleen voor OPC, nooit in NL geleverd |
| 1.8 ecotec                       | Z18XE                            | 1796 cm³                         | 92 kW (125 pk)                   |                                  | 2003-2010                        |                                       |
| Dieselmotoren                    |                                  |                                  |                                  |                                  |                                  |                                       |
| Naam                             | code                             | cilinderinhoud                   | vermogen                         | koppel                           | jaartal                          | opmerkingen                           |
| 1.3 CDTI ecoFlex                 | Z13DTJ                           | 1248 cm³                         | 55 kW (75 PS)                    |                                  | 2005-2010                        | met roetfilter                        |
| 1.7 DTI ecotec                   | Y17DT                            | 1686 cm³                         | 55 kW (75 PS)                    |                                  | 2003-2005                        | vervangen door Z13DTJ                 |
| 1.7 CDTI ecotec                  | Z17DTH                           | 1686 cm³                         | 74 kW (101 PS)                   |                                  | 2003-2005                        | vervangen door Z17DT                  |
| 1.7 CDTI ecotec                  | Z17DT                            | 1686 cm³                         | 74 kW (101 PS)                   |                                  | 2006-2010                        | met roetfilter                        |
| 1.7 CDTI ecotec                  | Z17DTR                           | 1686 cm³                         | 92 kW (125 PS)                   |                                  | 2006-2010                        | met roetfilter                        |

## Meriva B (2010-2017)
In 2010 werd de nieuwe Meriva B geïntroduceerd in Nederland. Deze auto lijkt in weinig op de Meriva van de eerste generatie. In het oog springend zijn vooral de achterdeuren die in omgekeerde richting opengaan, de zogenaamde "suicide doors". Deze door Opel genaamde "Flexdoors" openen over een hoek van 84 graden, waar reguliere deuren niet verder komen dan ongeveer 70 graden. Opel mikte met deze praktische toevoeging vooral op jonge gezinnen.

### Motoren
| benzine-en bi-fuel (LPG) motoren              | benzine-en bi-fuel (LPG) motoren | benzine-en bi-fuel (LPG) motoren | benzine-en bi-fuel (LPG) motoren | benzine-en bi-fuel (LPG) motoren | benzine-en bi-fuel (LPG) motoren | benzine-en bi-fuel (LPG) motoren            |
| Model                                         | Type motor                       | Cilinderinhoud                   | Vermogen                         | Koppel                           | Jaar                             | Opmerking                                   |
| --------------------------------------------- | -------------------------------- | -------------------------------- | -------------------------------- | -------------------------------- | -------------------------------- | ------------------------------------------- |
| 1.4 ecoFLEX                                   | I4                               | 1398cm³                          | 74kW(100pk) @6000rpm             | 130Nm @4000 rpm                  | 2010-                            |                                             |
| 1.4 Turbo ecoFLEX (ook in bi-fuel uitvoering) | I4                               | 1364cm³                          | 88kW(120pk) @4800-6000rpm        | 175Nm @1750-4800 rpm             | 2010-                            |                                             |
| 1.4 Turbo ecoFLEX (ook in bi-fuel uitvoering) | I4                               | 1364cm³                          | 103kW(140pk) @4900-6000 rpm      | 200Nm @1850-4900rpm              | 2010-                            |                                             |
| Dieselmotoren                                 |                                  |                                  |                                  |                                  |                                  |                                             |
| Model                                         | Type motor                       | Cilinderinhoud                   | Vermogen                         | Koppel                           | Jaar                             | Opmerking                                   |
| 1.3 CDTI                                      | I4                               | 1248 cc                          | 70kW(95pk) @4000 rpm             | 180Nm @1750-3500 rpm             |                                  |                                             |
| 1.7 CDTI                                      | I4                               | 1686 cc                          | 81kW(110pk) @4000rpm             | 280Nm @1700-2550rpm              |                                  | met automaat licht gewijzigde specificaties |
| 1.7 CDTI                                      | I4                               | 1686 cc                          | 96kW(130pk) @4000rpm             | 300Nm @2000-2500rpm              |                                  |                                             |